# Jean-Simon Berthélemy
Jean-Simon Berthélemy (Laon, 5 marzo 1743 – Parigi, 1º marzo 1811) è stato un pittore francese, caratterizzato da uno stile tardo barocco-rococò, leggermente influenzato dal neoclassicismo.

## Biografia
Berthelemy nacque a Laon, figlio dello scultore Jean-Joseph Berthélemy. Si formò all'atelier di Noel Hallé, un professore dell'Académie royale de peinture et de sculpture. Nel 1763 raggiunse il secondo posto ad un concorso indetto dall'accademia, nel 1767 arrivò invece primo vincendo il Prix de Rome. Una delle prime commissioni fu per una serie di pitture decorative, sotto la guida dell'architetto Jean-Gabriel Legendre, per l'Hôtel de l'Intendance de Champagne a Châlons-sur-Marne, serie di cui eseguì solo sei soprapporta ricalcando lo stile di François Boucher, e delegò il lavoro restante ad altri allievi dell'Académie.
Hallé, il maestro di Berthélemy, produsse dei cartoni per la manifattura dei Gobelins e insignì come sopraintendente Berthélemy; lo stesso artista fu in seguito incaricato per altri cartoni. Dipinse poi i soffitti di molti palazzi fra cui il Louvre e il Palazzo del Lussemburgo.

## Carriera
Berthélemy fu uno stimato pittore in vita, invitato ad unirsi all'entourage di accompagnatori di Napoleone nella campagna d'Italia, dove lavorò come perito per la selezione delle opere artistiche da trasferire a Parigi sotto il trattato di Tolentino del febbraio 1797.

## Galleria d'immagini

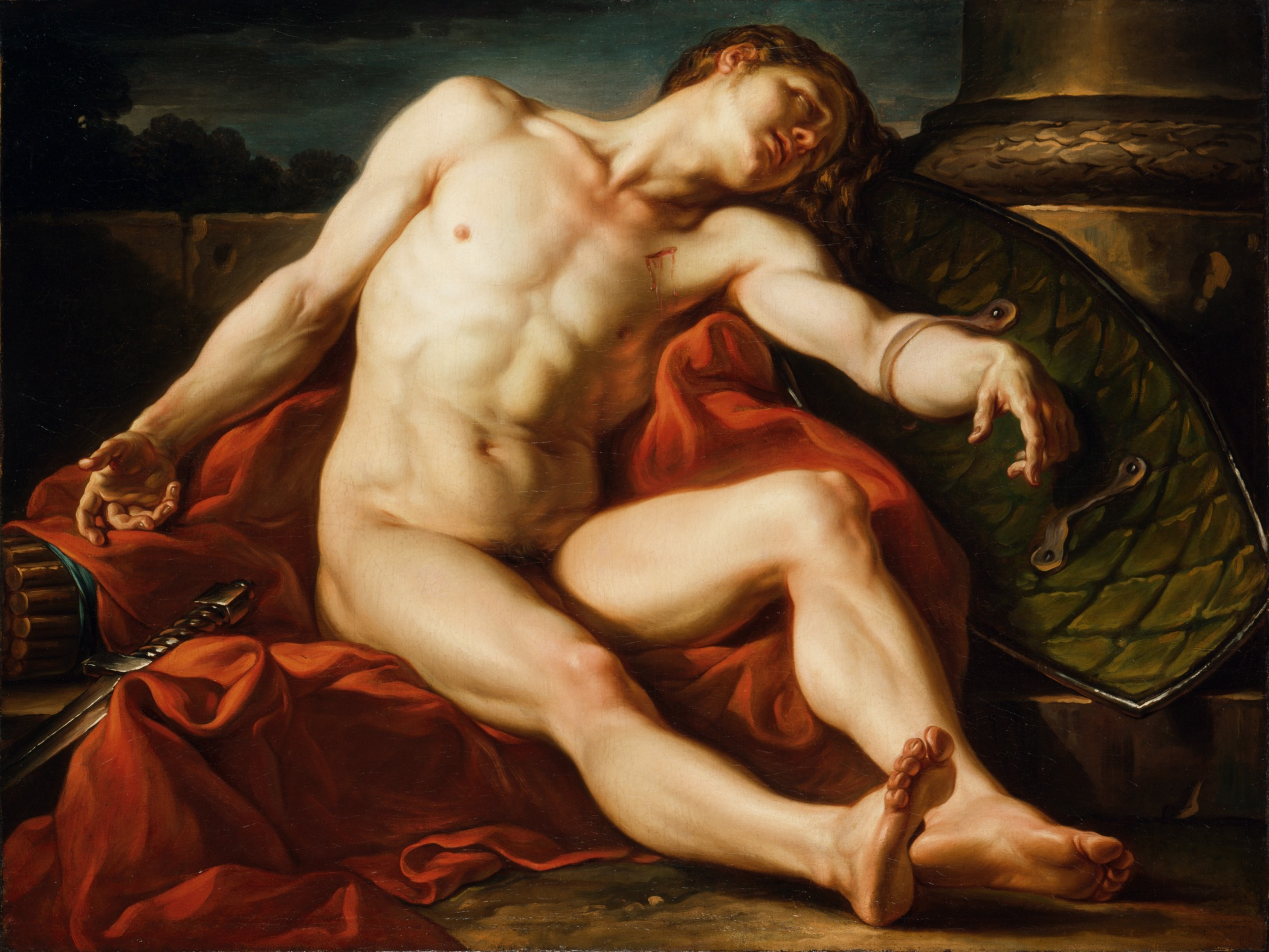
Gladiateur
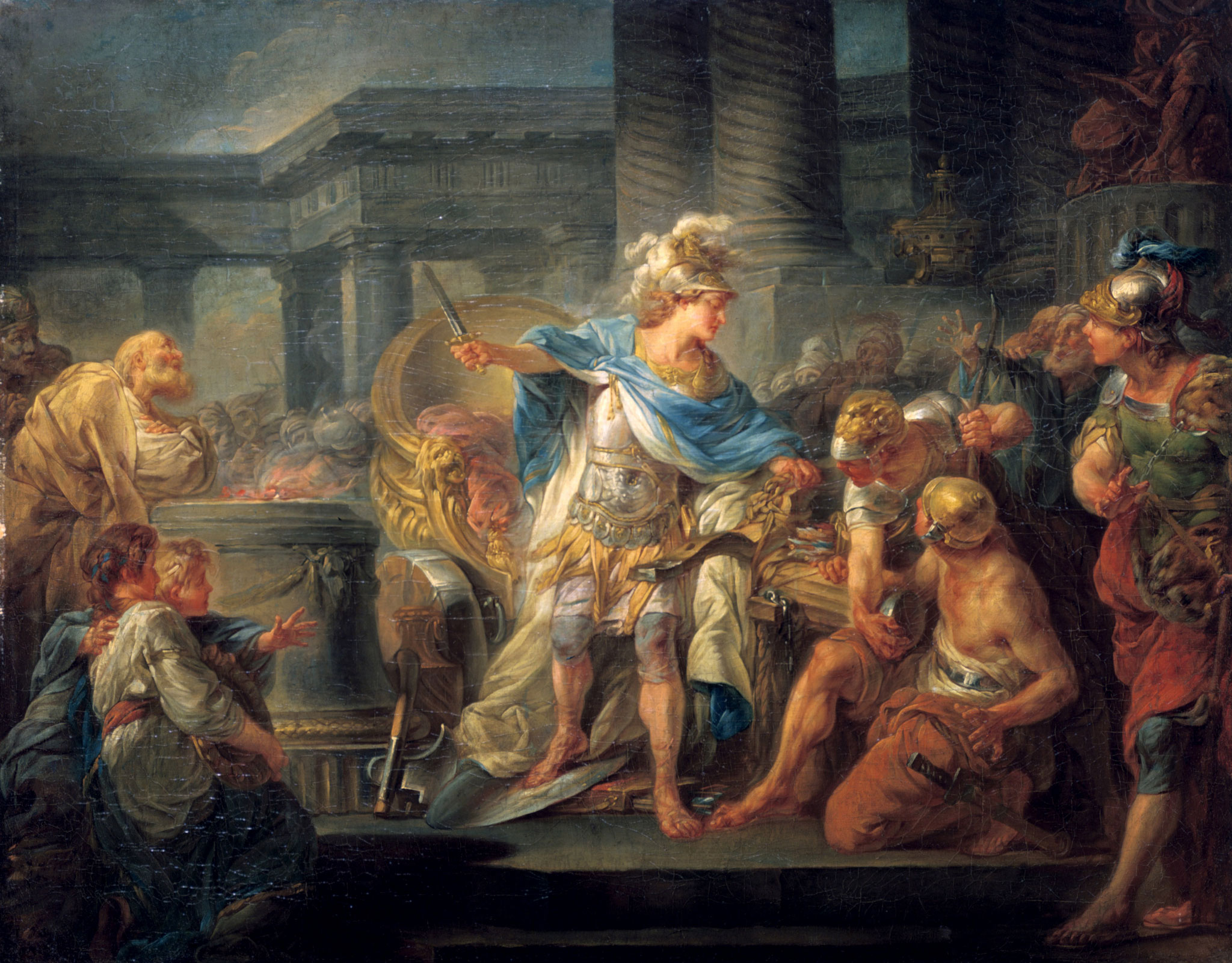
Alexandre coupant le nœud gordien (École des Beaux-Arts, Paris)
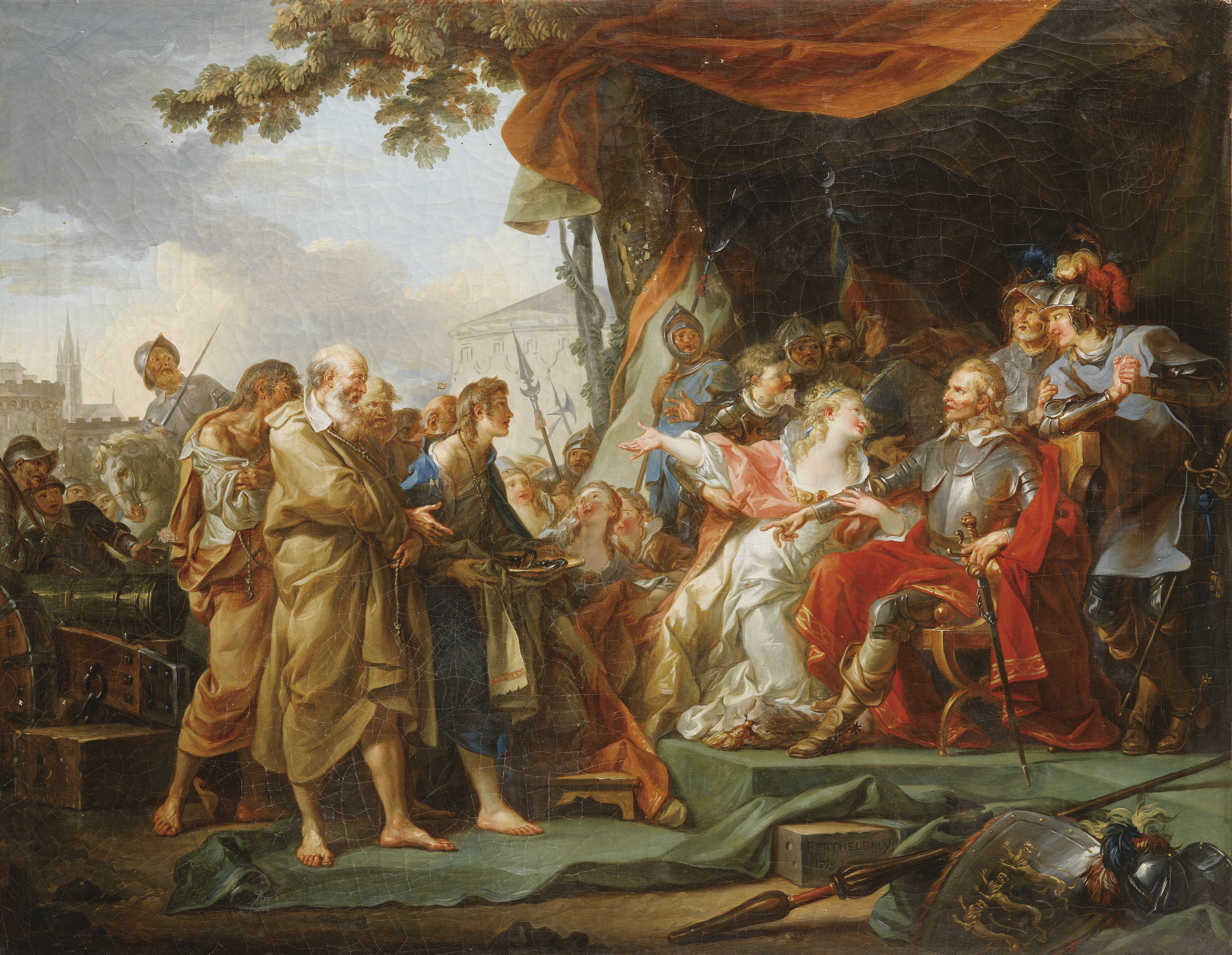
Les bourgeois de Calais
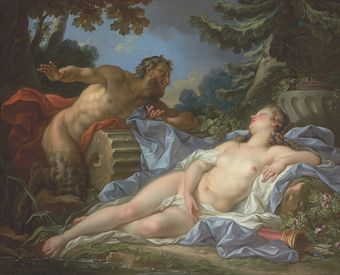
Jupiter et Antiope